# بيريشين
بيريشين هي مدينة من مدن أوكرانيا. يبلغ عدد سكانها 6477 نسمة وذلك حسب إحصائيات سنة 2022.

## معرض صور

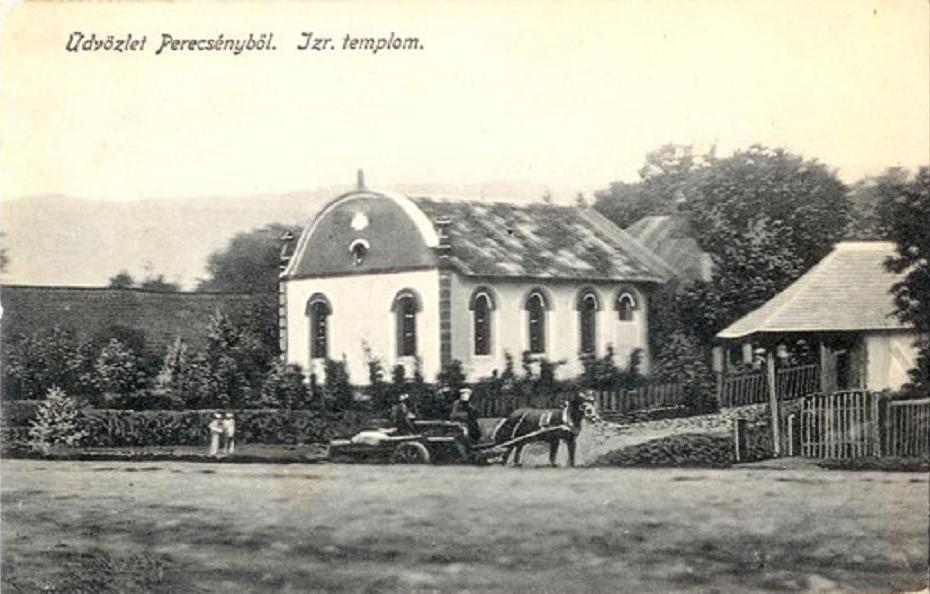
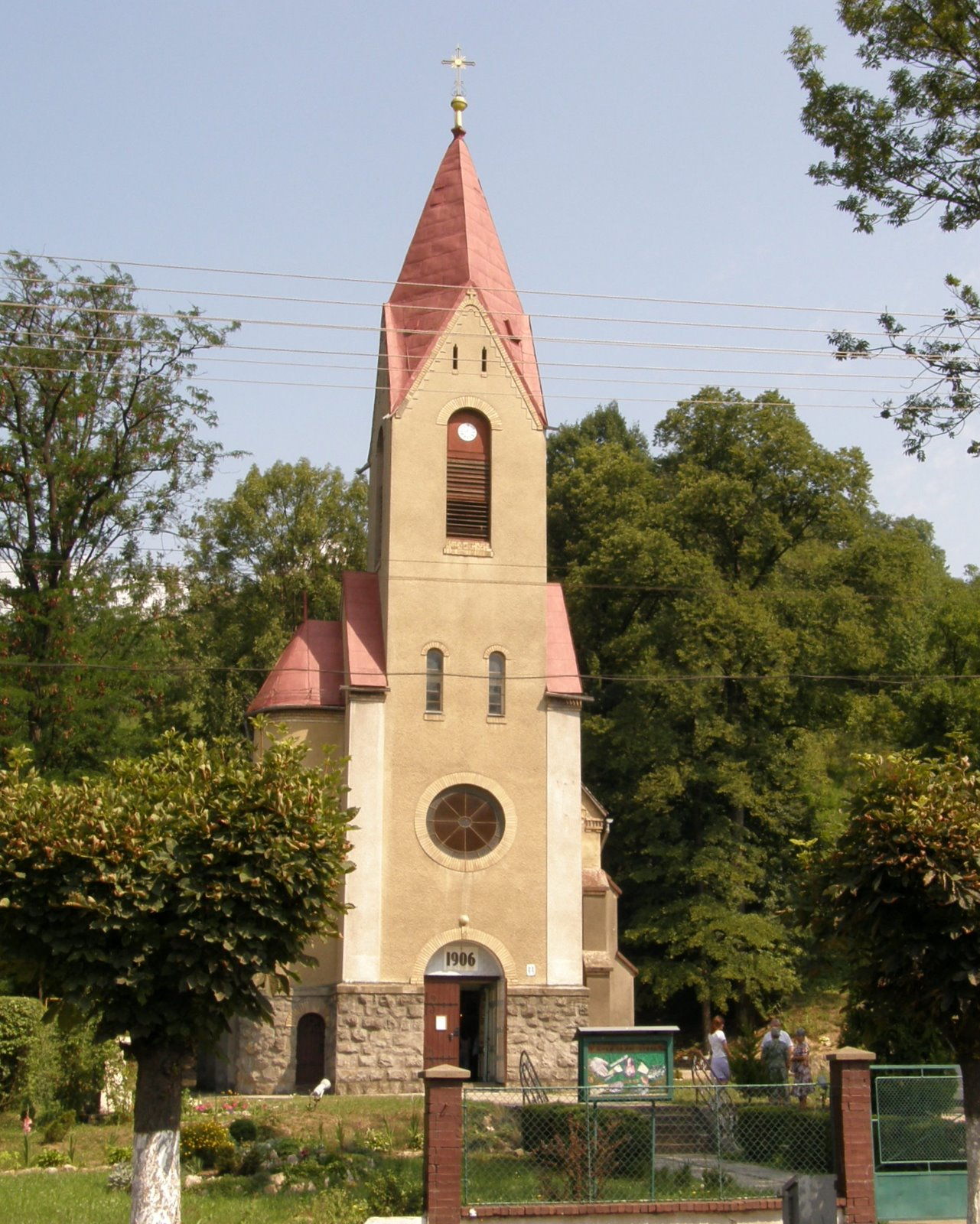
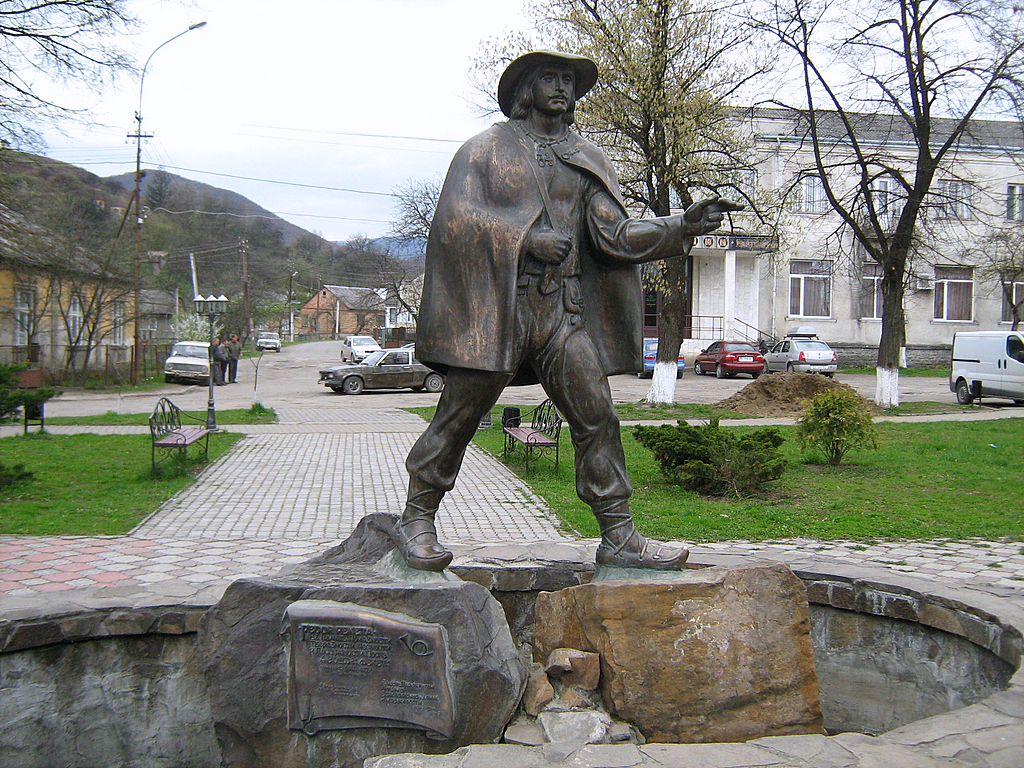
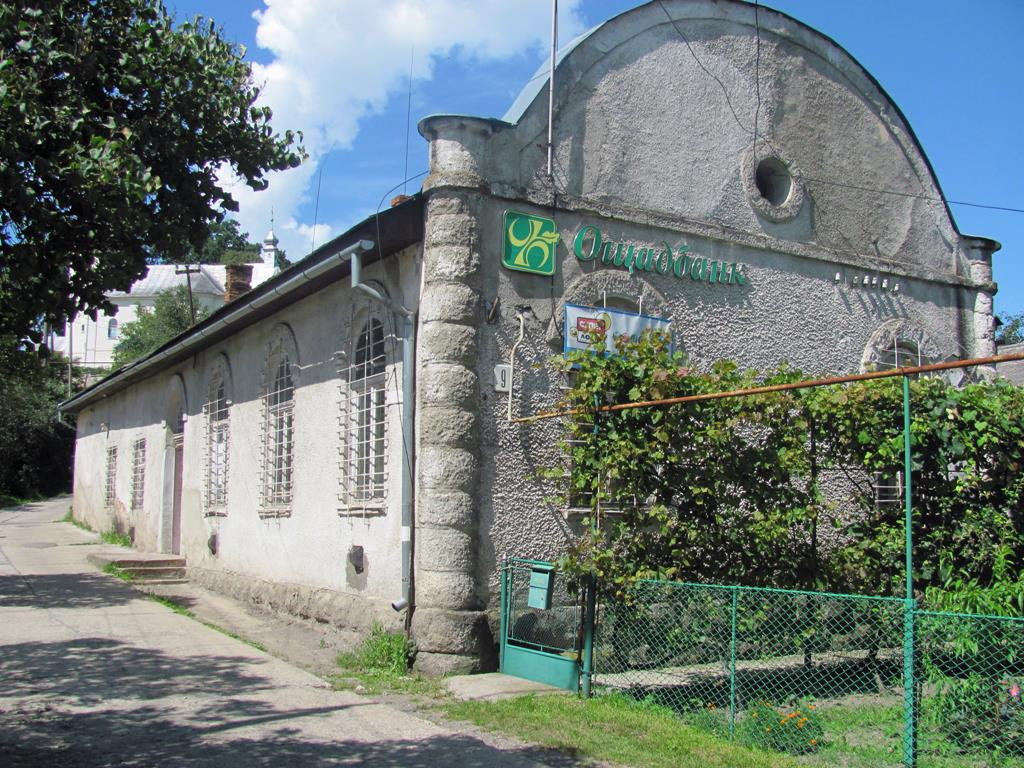

## توأمة
لبيريشين اتفاقيات توأمة مع:
- كريفا بالانكا [4]